# InSight
InSight byla robotická meziplanetární sonda americké agentury NASA, určená k výzkumu Marsu. Do kosmu byla vynesena 5. května 2018 pomocí nosiče Atlas V 401 z Vandenbergovy letecké základny v Kalifornii. Po téměř sedmiměsíční cestě, na které sonda urazila ve své přeletové sadě 458 milionů kilometrů, úspěšně přistála na povrchu Marsu 26. listopadu 2018. 
Posláním mise je objasnit procesy, při kterých před miliardami let vznikaly všechny terestrické (kamenné) planety včetně Země a Měsíce. Sonda se tak zaměří na výzkum vnitřní struktury Marsu, bude měřit seismickou aktivitu, tepelný tok pod povrchem a pokusí se objasnit charakteristiku jádra.
Sonda, kterou sestrojila americká firma Lockheed Martin Space Systems, měla původně startovat již v březnu 2016, vinou přetrvávajících problémů na nejdůležitějším přístroji, seismometru (SEIS), však musel být start odložen na květen 2018.
Základní mise by měla trvat 2 roky a kromě Spojených států na ní spolupracují také vědci a inženýři z Francie, Německa, Rakouska, Belgie, Polska, Itálie, Kanady, Japonska, Švýcarska, Španělska a Velké Británie. 
Název InSight je akronym z anglického oficiálního názvu mise Interior Exploration using Seismic Investigation, Geodesy and Heat Transport. Slovo se dá do češtiny přeložit jako vhled či nahlédnutí, což přímo odkazuje na podstatu mise.
Součástí mise je i technologický test dvou CubeSatů MarCO, minidružic, jenž se po startu od sondy oddělily a k Marsu putovaly separátně v závěsu za ní. Během cesty, přistání i po něm úspěšně přenášely data ze sondy zpět na Zemi. Po průletu kolem Marsu zůstávají na heliocentrické dráze. Jedná se tak o první družice tohoto typu, jenž kdy opustily orbitální dráhu Země.

## Historie

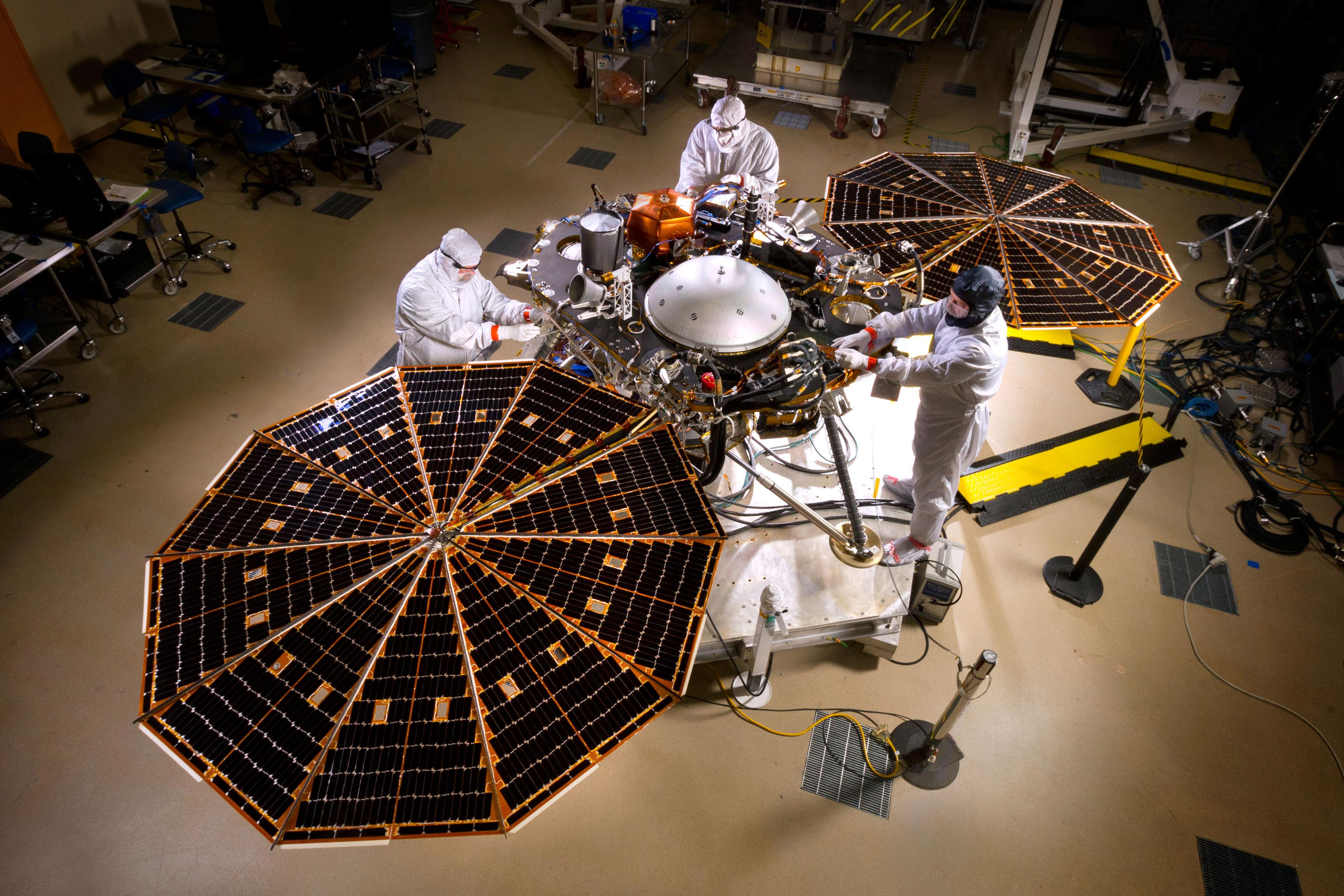
Konstrukce sondy InSight

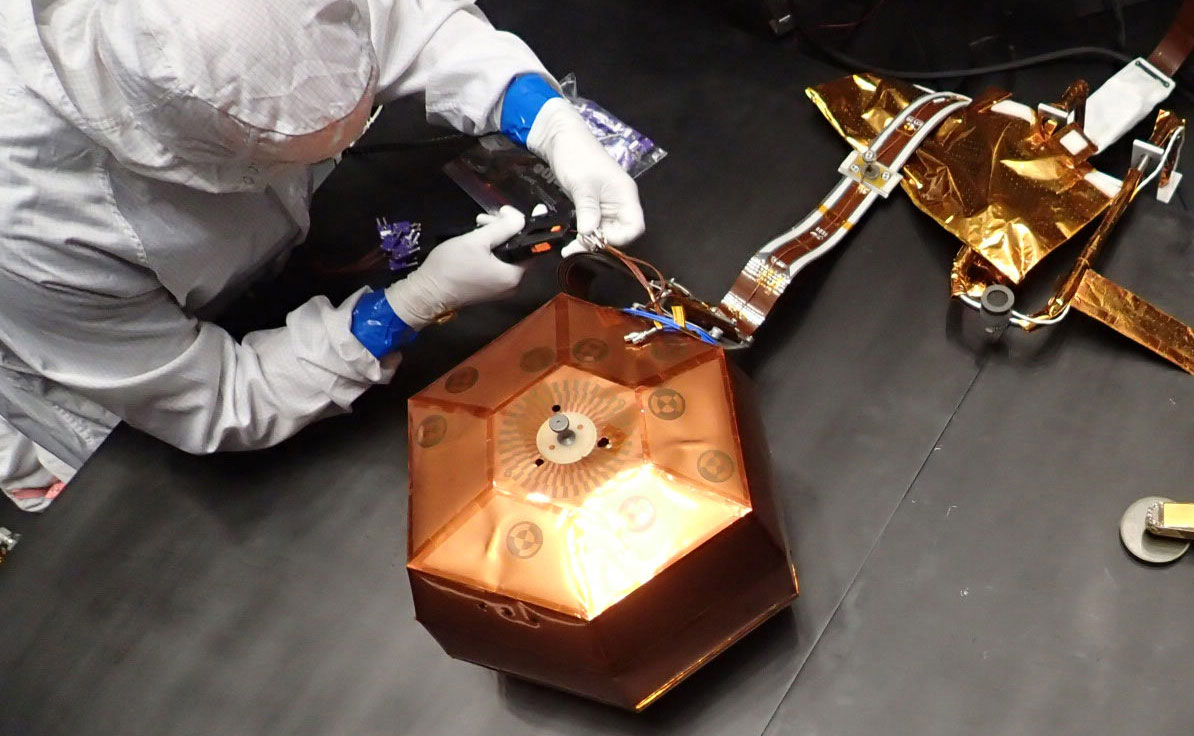
Příprava přístroje SEIS na vakuový test

InSight byl původně znám jako GEMS (Geophysical Monitoring Station) a v roce 2010 byl jedním z 28 návrhů v programu Discovery. Ve výběrovém řízení v roce 2011 koncept postoupil do tříčlenného finále a obdržel tak 3 miliony dolarů na další rozvoj. O další rok později, v srpnu 2012, byl projekt vybrán k realizaci s rozpočtem 425 milionů dolarů. Samotná konstrukce započala 19. května 2014 a 27. května 2015 začaly generální testy. Při těchto testech se přišlo na netěsnosti vakuového kontejneru seismometru, ze kterého i přes několik oprav stále vakuum unikalo. To se projevilo jako závažný problém, neboť senzory seismometru musejí pracovat v naprostém vakuu, a bylo tedy jasné, že za těchto podmínek nemůže přístroj fungovat správně. Celý problém nakonec vyústil až k odložení mise, protože se ho nepodařilo vyřešit do termínu startovacího okna v březnu 2016. Rozpočet tak musel být navýšen o 150 milionů dolarů, nicméně inženýři měli dostatek času únik vakua vyřešit. Redesignem kontejneru byla pověřena americká Laboratoř tryskových pohonů (JPL), zatímco francouzská kosmická agentura CNES, která vyrobila původní netěsnící kontejner, měla na starosti testování a integraci přístrojů. Opravený seismometr byl dodán v červenci 2017 a následně byl integrován do sondy. 22. listopadu 2017 sonda dokončila testování v simulovaných podmínkách (TVAC) a 23. ledna 2018 byly nainstalovány a otestovány solární panely, jejichž design připomíná dva vějíře. 28. února byla sonda přepravena z továrny firmy Lockheed Martin v Coloradu na Vandenberg, kde začaly poslední přípravy ke startu. Výše rozpočtu vzrostla až na 830 milionů USD, což je bezmála dvojnásobek rozpočtu původně plánovaného.

### Start a cesta k Marsu

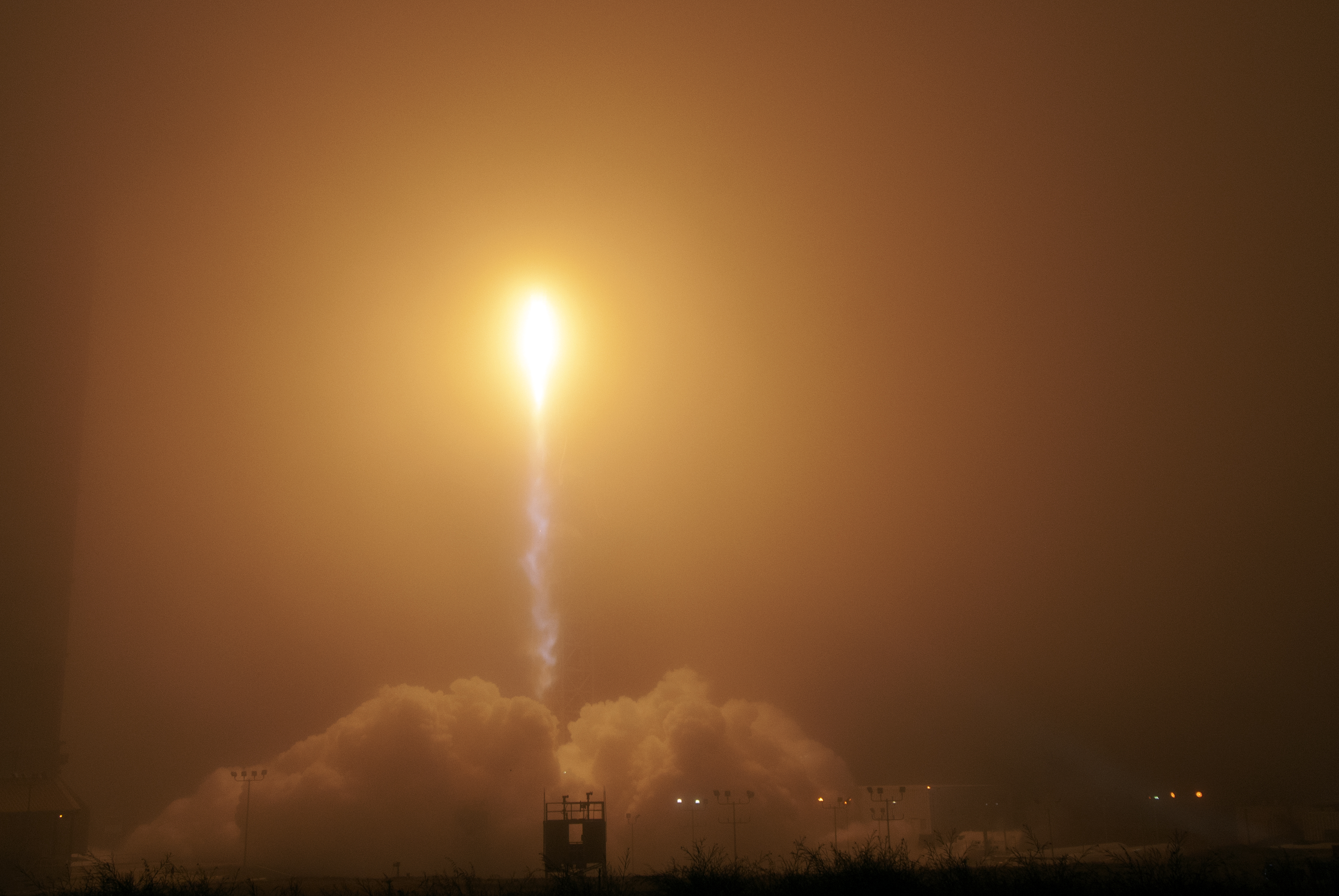
Start sondy InSight

InSight odstartoval 5. května 2018 v 11:05 UTC (13:05 SEČ) z vojenské letecké základny Vandenberg v kalifornii, a to na raketě Atlas V konfigurace 401 (4 - průměr aerodynamického krytu v metrech, 0 - počet urychlovacích stupňů, 1 - počet motorů na druhém stupni nosiče). Šlo tak o první meziplanetární misi vynesenou do kosmu ze západního pobřeží USA. Kalifornský kosmodrom dostal v tomto případě přednost, jelikož v době startovacího okna nabízel širší prostor pro manévrování během plánování termínu startu. Startovací okno v tomto případě započalo právě 5. května a trvalo do 8. června.  
Na své 206 dní dlouhé cestě k Rudé planetě provedla sonda několik korekcí dráhy, první již 22. května 2018. S pozitivním výsledkem provedla sonda 6. srpna 2018 test všech přístrojů. 22. listopadu 2018 pak vstoupila do gravitační domény Marsu. Během přeletové fáze se navigátoři spoléhali na údaje ze sítě Deep Space Network, což je systém antén na třech místech světa (USA, Španělsko a Austrálie). 

### Přistání

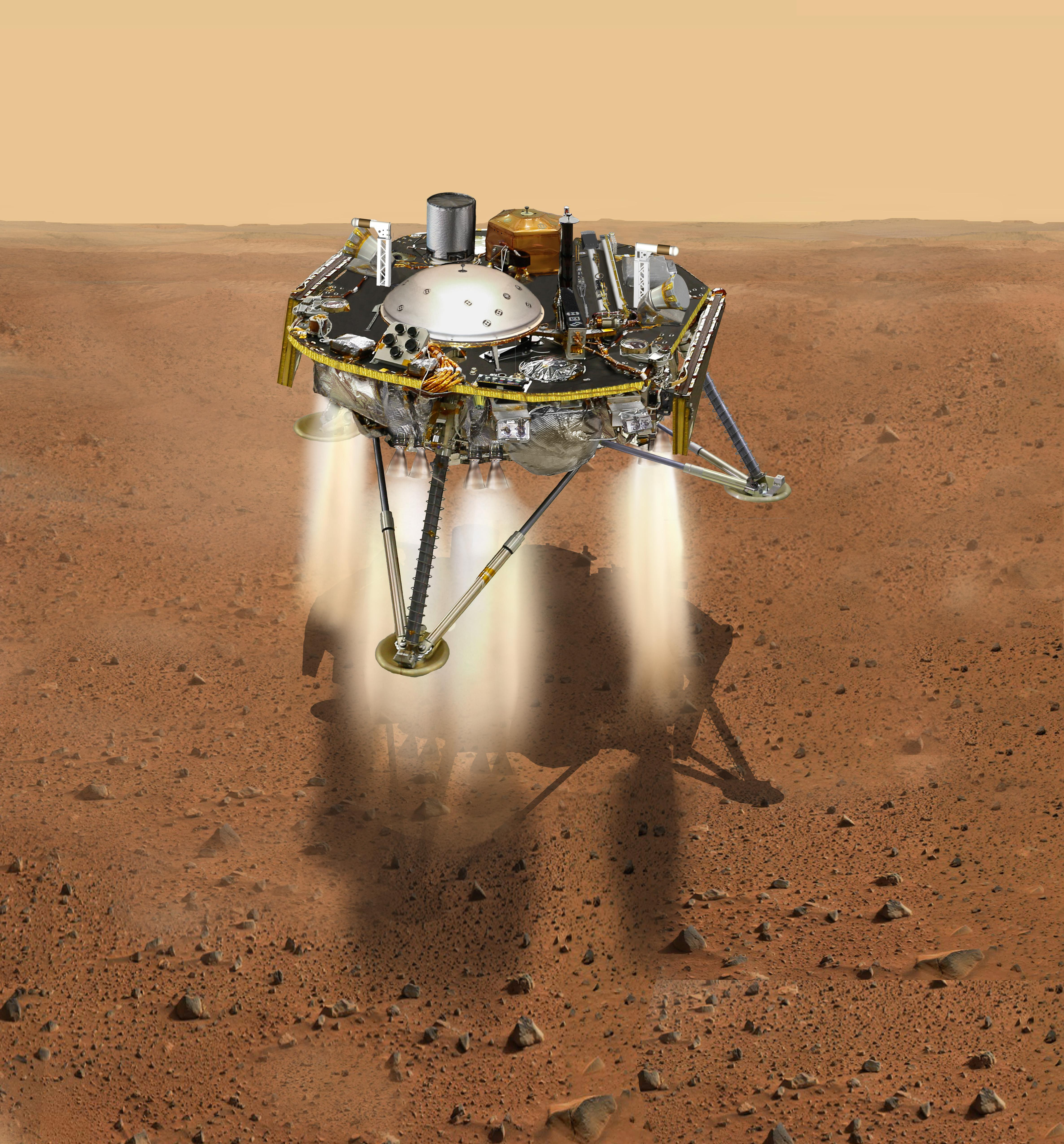
Umělecké znázornění přistání

26. listopadu 2018 vstoupil InSight do atmosféry rychlostí 19 800 km/h a celá sekvence do dosednutí (vstup do atmosféry - tepelný štít - odhození tepelného štítu - padák - vysunutí přistávacích nohou - aktivace přistávacích motorů - dosednutí) trvala jen šest a půl minuty, během kterých InSight autonomně provedl desítky operací, všechny úspěšně. Signál z přistávající sondy byl do střediska JPL v kalifornské Pasadeně přenášen přes retranslační CubeSaty MarCo, které byly vypuštěny společně s hlavní misí. Během cesty provedly cubesaty celou řadu zkušebních komunikačních a navigačních experimentů a v den přistání přenášely údaje o všech fázích sestupu a přistání sondy InSight. Během sestupné fáze zachytávala vysílaná data také dvojice orbitálních sond kroužících kolem Marsu, MRO (Mars Reconnaissance Orbiter) a Mars Odyssey.
V 19:53 UTC (20:53 SEČ) řídící středisko obdrželo signál o úspěšném dosednutí sondy na povrch, ze kterého pár desítek sekund po přistání odeslala také první snímek. Šestnáct minut po přistání začalo rozvíjení solárních panelů, které trvalo dalších šestnáct minut a proběhlo úspěšně.

### Status

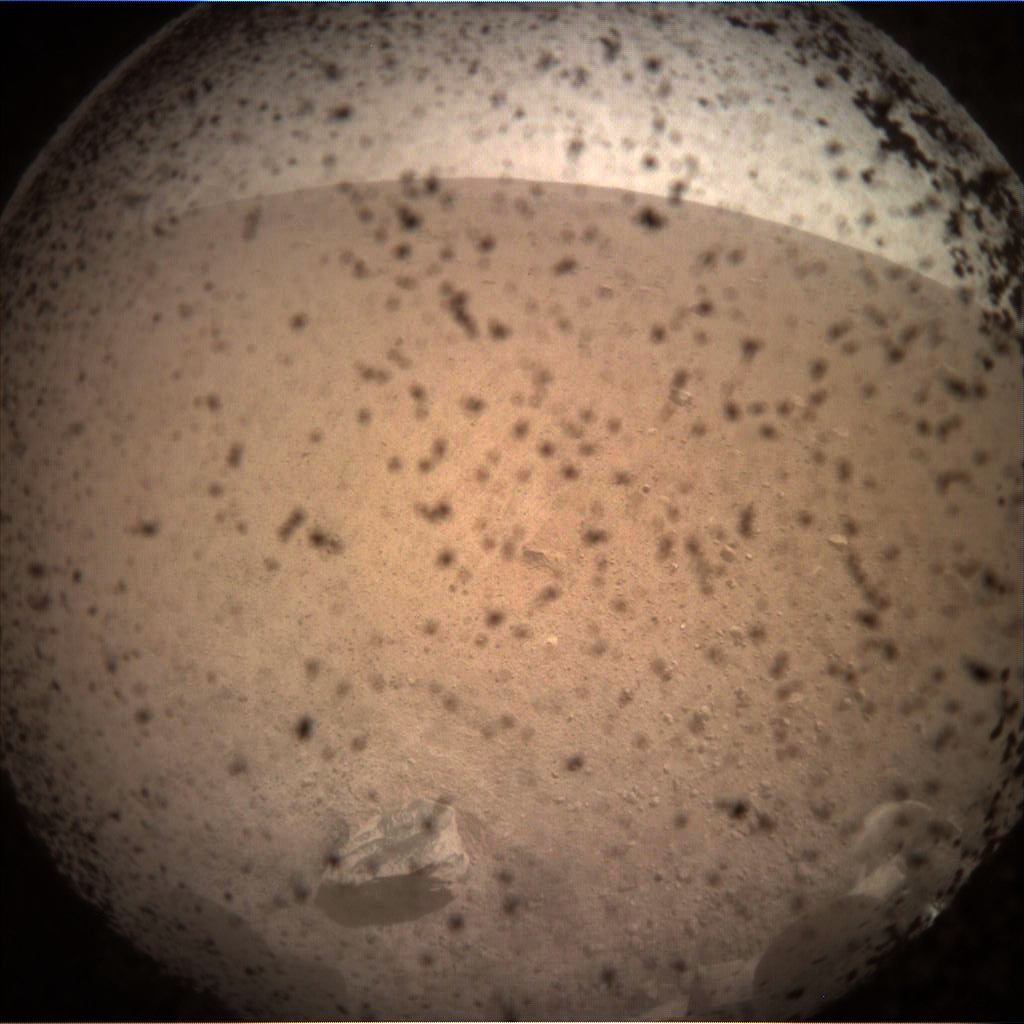
První snímek z povrchu pořízený kamerou ICC

InSight začal sbírat vědecká data zhruba týden po přistání, hlavně však začala kritická fáze, během které byly umístěny dva hlavní vědecké přístroje ze sondy na povrch Marsu. Nejdříve začalo rozkládání 2,4 metru dlouhé robotické paže, která pořizuje snímky okolní krajiny. Během tří měsíců pak robotická paže umístila trvale na vhodné místo v blízkosti sondy seismometr SEIS, který ještě přikryla ochranným štítem, a přístroj HP3, obsahující podpovrchovou tepelnou sondu. Mise, kterou řídí JPL, spadající pod vědecké ředitelství NASA, by měla trvat do 24. listopadu 2020, tedy jeden marsovský rok.

## Místo přistání
Místo přistání bylo vybráno na základě několika podmínek. Mělo být blízko rovníku, aby solární panely dostávaly co možná největší přísun sluneční energie, s nízkou nadmořskou výškou, aby umožnilo dostatečné atmosférické brzdění během přistání, ploché a bez kamenů, aby nedošlo ke komplikacím při dosednutí a rozmístění přístrojů na povrch, a v neposlední řadě by mělo mít dostatečně měkkou půdu, aby se tepelná sonda mohla bez problémů zavrtat pod povrch. Všechny tyto podmínky splňovala oblast pojmenovaná Elysium Planitia, a tak se všech 22 potenciálních míst pro přistání nacházelo právě tam. Další dvě lokality na rovníku s nízkou nadmořskou výškou (Isidis Planitia a Valles Marineris) se totiž prokázaly jako příliš kamenité a větrné. V roce 2013 bylo těchto 22 míst zredukováno na 4 a před finálním rozhodnutím byla použita orbitální sonda MRO, aby získala více informací o každé ze čtyř lokalit. V březnu 2017 JPL oznámila, že místo přistání bude na 4,5° S 135° V.

## Poslání

Vnitřní struktury Země, Marsu a Měsíce (zleva)

Tato stacionární sonda bude provádět experimenty, které by měly vědcům poodhalit samotný vznik a formování terestrických planet. Země a Mars vznikly před 4,5 miliardami let ze stejného základního materiálu, přesto se od sebe liší. Sonda InSight by měla najít odpovědi, proč tomu tak je. Pokud se vědcům podaří porovnat data vnitřních struktur Marsu a Země, mohlo by to vést k lepšímu porozumění celé Sluneční soustavy. Nové poznatky by dokonce mohly být uplatněny i na obdobné exoplanety u jiných hvězd. Pomocí několika vědeckých přístrojů se tak InSight přímo zaměří na studium vnitřní struktury Marsu. Zatímco Země a Venuše mají tektonickou činnost, která zničila většinu důkazů dřívějších jevů, Mars zůstal 3 miliardy let prakticky netknutý. Mars je navíc oproti Zemi a Venuši třetinový, ukrývá tedy méně energie, která ovlivňuje procesy změn vnitřní struktury.
InSight bude studovat a měřit vznik a šíření podpovrchových pohybů a seismických vln, provede studii geofyzikálních vlastností, tektonické aktivity a vlivů dopadů meteoritů na povrch Marsu či gravitační projevy většího ze dvou měsíců, které Mars má. Dále bude měřit tepelný tok šířící se z nitra planety a měl by určit základní chrakteristiky jádra, jeho velikost a skupenství.
Získaná data by měla až zdesetinásobit přesnost informací, které máme o tloušťce kůry, viskozitě pláště, velikosti a hustotě jádra a především seismické aktivitě na Marsu. 

## Design

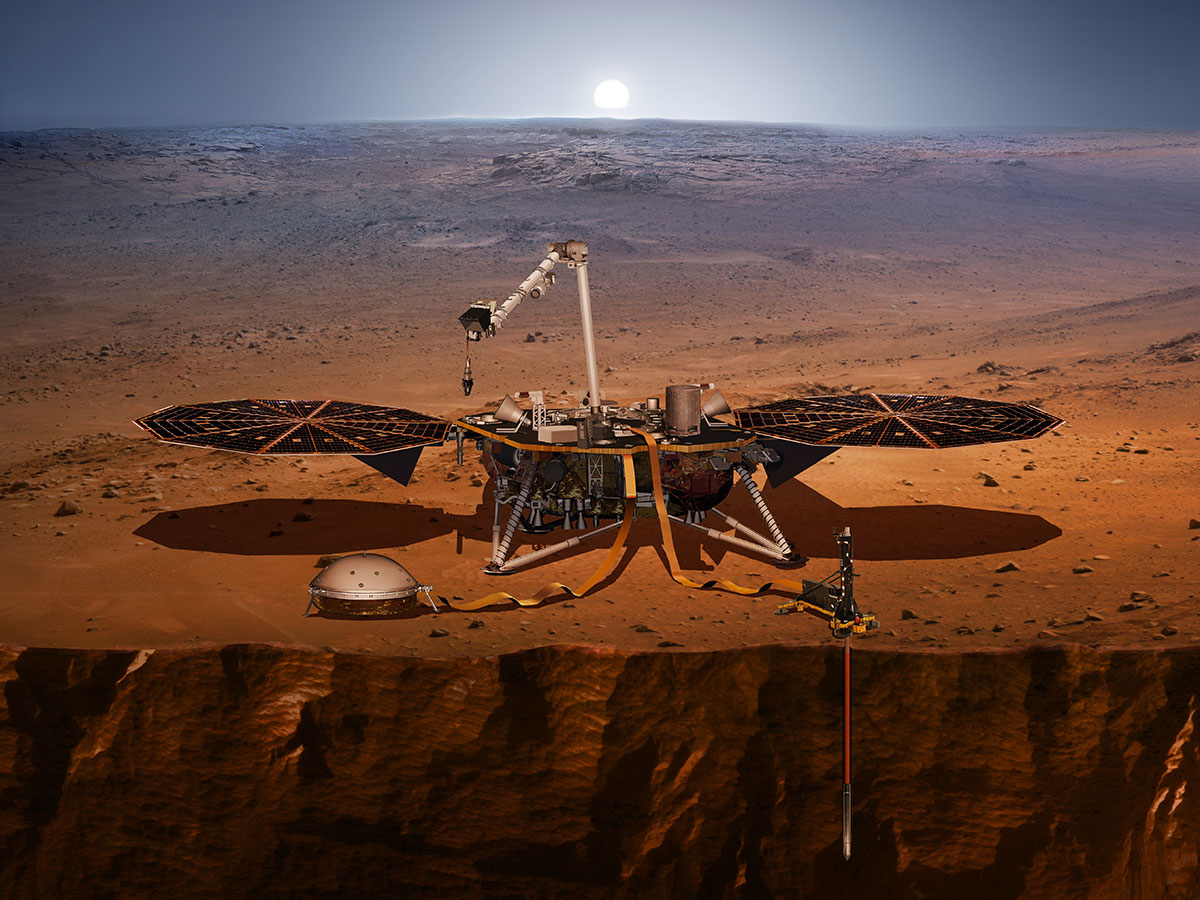
Sonda InSight s rozmístěnými přístroji

InSight je založen na technologickém odkazu sondy Phoenix, která na Marsu přistála v roce 2008. Došlo sice k úpravám tepelného štítu a nadzvukového padáku, celkový konstrukční návrh sondy zůstal přesto prakticky identický. Cílem tohoto kroku bylo snížit náklady na provedení sondy a taktéž zvýšit její úspěšnost použitím již otestovaných technologií.
Sonda InSight váží 358 kilogramů a s rozvinutými panely měří 6 metrů na délku. Vědecká paluba sondy je 1,5 metru široká a 1 metr vysoká. Dva solární panely o průměru 2,15 metru se starají o přísun energie (výkon 600 W).

## Vědecké přístroje

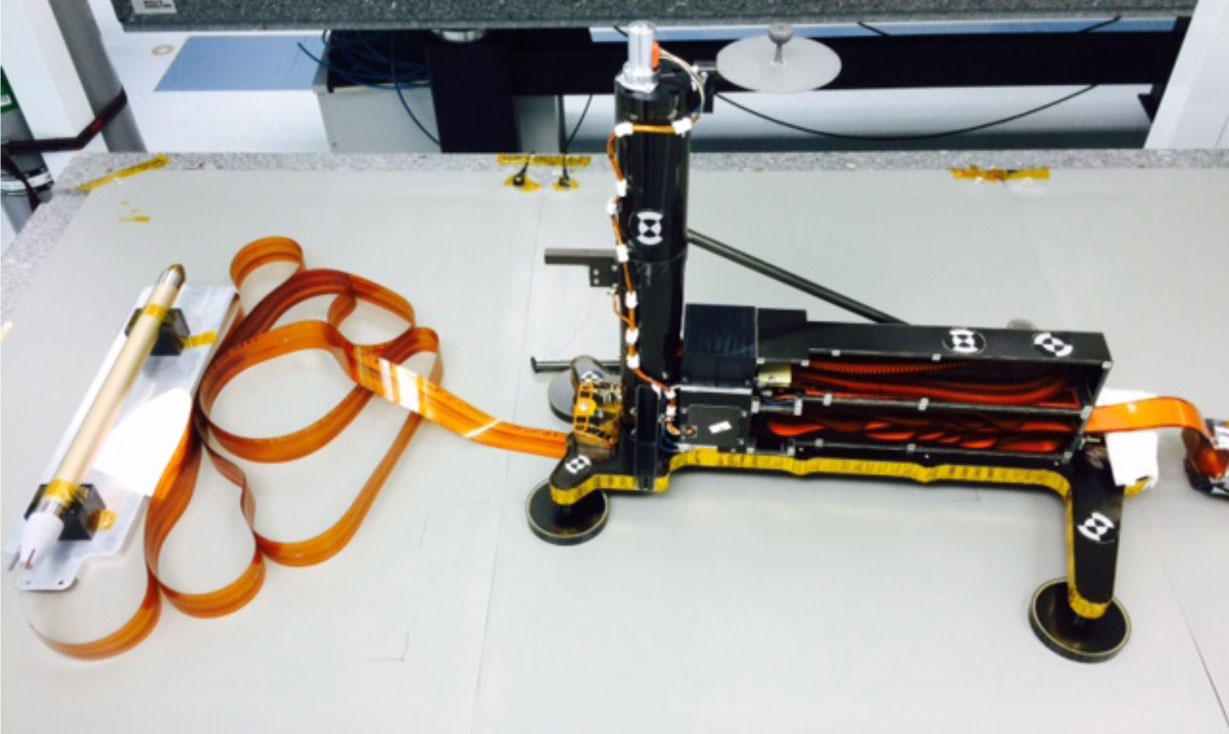
Přístroj HP^{3}

- Ilustrovaný průřez přístrojem SEISPřístroj HP3SEIS (Seismic Experiment for Interior Structure) je extrémně citlivý šestisenzorový seismometr, který zaznamenává seismické vlny procházející vnitřními strukturami Marsu. Studium těchto vln prozradí mnoho o jejich původu. Vědci předpokládají, že zdrojem seismických vln na Marsu jsou tzv. marsotřesení nebo nárazy meteoritů na povrch planety. Již na sondách Viking byly umístěné seismometry, ale nacházely se v horní části sond, takže produkovaly nekvalitní data s velkým poměrem šumu. Seismometr mise InSight je umístěn přímo na povrchu Marsu, takže získaná jsou budou mnohem čistší. SEIS vyrobila francouzská kosmická agentura CNES ve spolupráci s francouzským fyzikálním institutem IPGP (Institut de Physique du Globe de Paris), německým Institutem Maxe Plancka pro výzkum Sluneční soustavy (MPS), Švýcarským technologickým institutem (ETH) a Imperial College London a Oxford University z Velké Británie. Po objevení problému s únikem vakua, který vedl až k odložení celé mise o dva roky, se o redesign vakuového kontejneru přístroje SEIS postarala americká JPL. Seismometr je podporován sadou meteorologických přístrojů pro charakterizaci atmosférických poruch, které by mohly ovlivnit experiment. Sada zahrnuje vektorový magnetometr, snímače teploty vzduchu, rychlosti a směru větru a také barometr.[2][9] Pro odstínění atmosférických vlivů položila sonda po zkalibrování nad celý přístroj ochranný kryt.

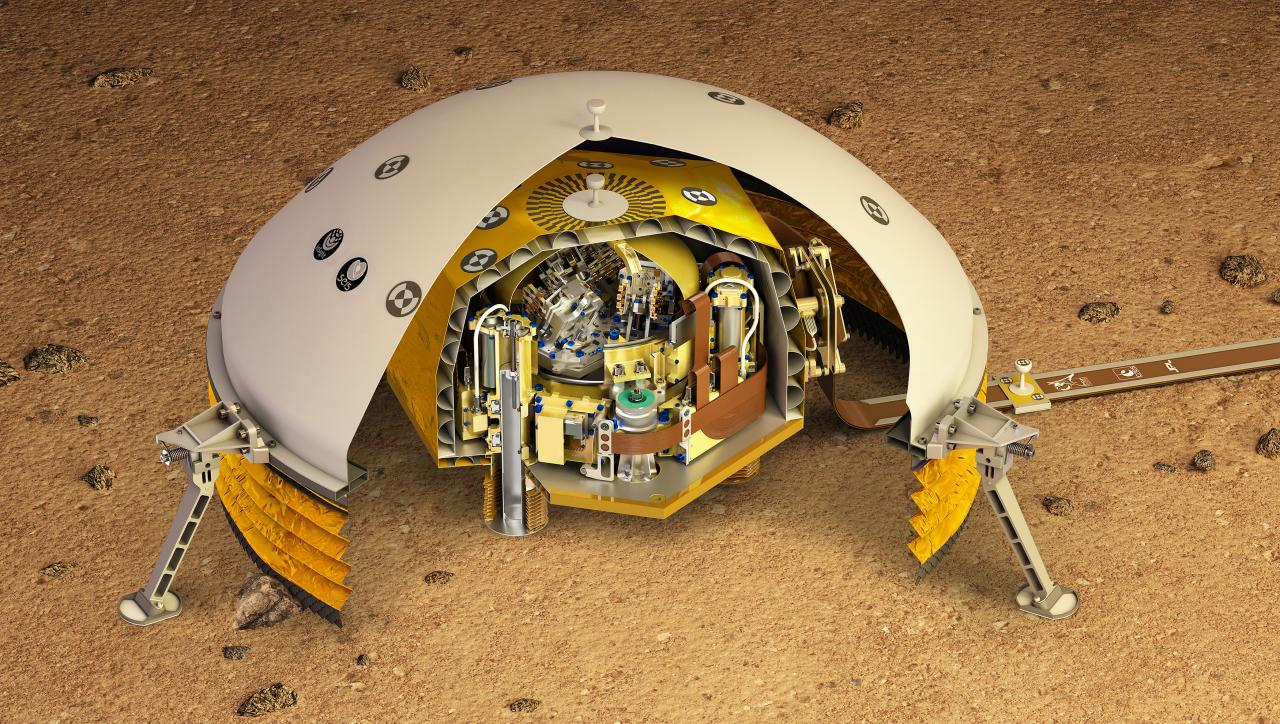
Ilustrovaný průřez přístrojem SEIS

- HP3 (Heat Flow and Physical Properties Package) je samopenetrační tepelná sonda, která by se měla zavrtat 3 až 5 metrů pod povrch. Popruh, který sonda potáhne za sebou, je protkán každých 10 cm citlivými tepelnými čidly. HP3 je přístroj na měření tepelného toku, určí tedy jak se pod povrchem Marsu šíří teplo a měl by poodhalit termální historii planety a její tepelný profil. Zařízení vyrobilo Německé centrum pro letectví a kosmonautiku (DLR) a významný podíl na něm májí také polské instituce, konkrétně Vesmírné výzkumné centrum (CBK), polská akademie věd a společnost Astronika. HP3 je podporován infračerveným radiometrem měřícím povrchovou teplotu.[2][9]
- RISE (Rotation and Interior Structure Experiment) je velmi přesný radiolokátor, který využitím Dopplerova efektu umožní měření odchylky v rotaci Marsu kolem jeho osy, což by mělo vést k odhalení povahy jádra.[2] Přístroj vyrobila JPL.

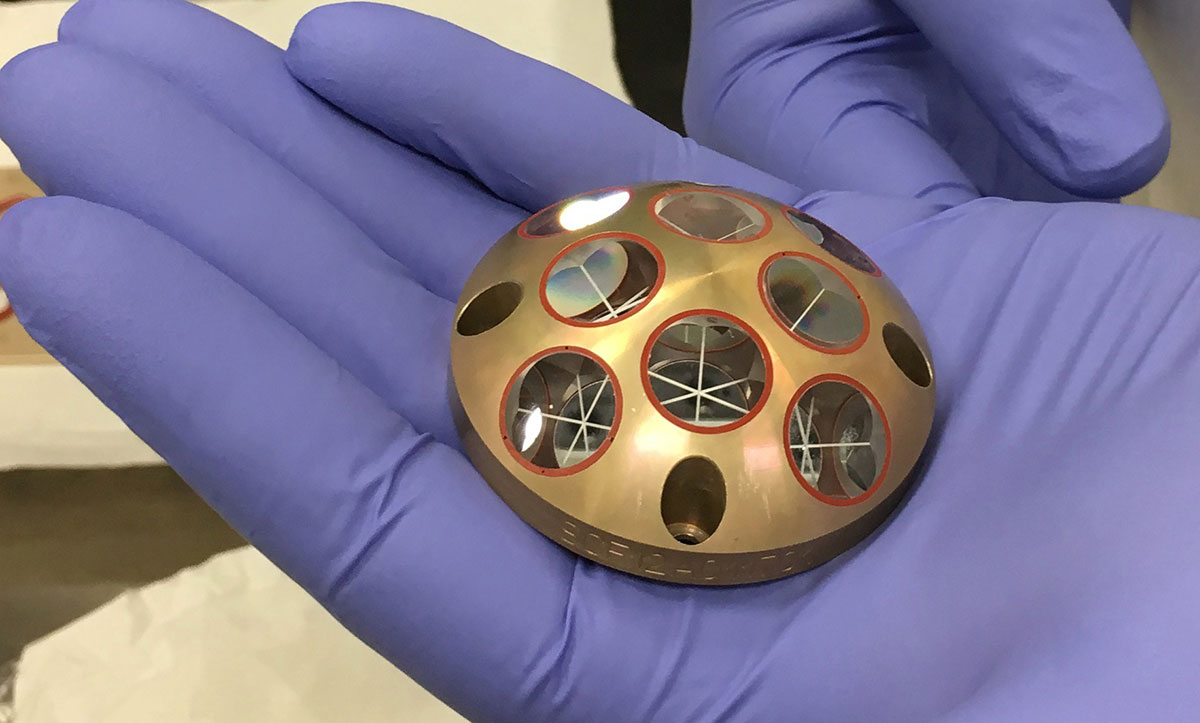
LaRRI

- LaRRITWINS (Temperature and Winds for InSight) je zařízení monitorující počasí v místě přistání. Teplota vzduchu je měřena dvojicí citlivých snímačů typu PT1000 instalovaných na malé tyči, která odvádí snímač z jakéhokoliv tepelného ovlivnění přistávacího zařízení. Použití dvou termistorů instalovaných v různých vzdálenostech na táhlu umožňuje přesné měření teploty okolního vzduchu. Zařízení zkonstruovalo Španělské astrobiologické centrum (CAB).[2]
- LaRRI (Laser RetroReflector for InSight) je zpětný odražeč laseru, umístěný na vršku sondy InSight. Slouží k zajištění laserového kontaktu s orbitálními sondami, které krouží kolem Marsu, a bude v tom pokračovat i po ukončení mise. Do budoucna by se měl stát jedním ze záchytných bodů v zamýšlené geofyzikální síti Marsu. Retroreflektor LaRRI vyrobila Italská vesmírná agentura (ASI).[2]

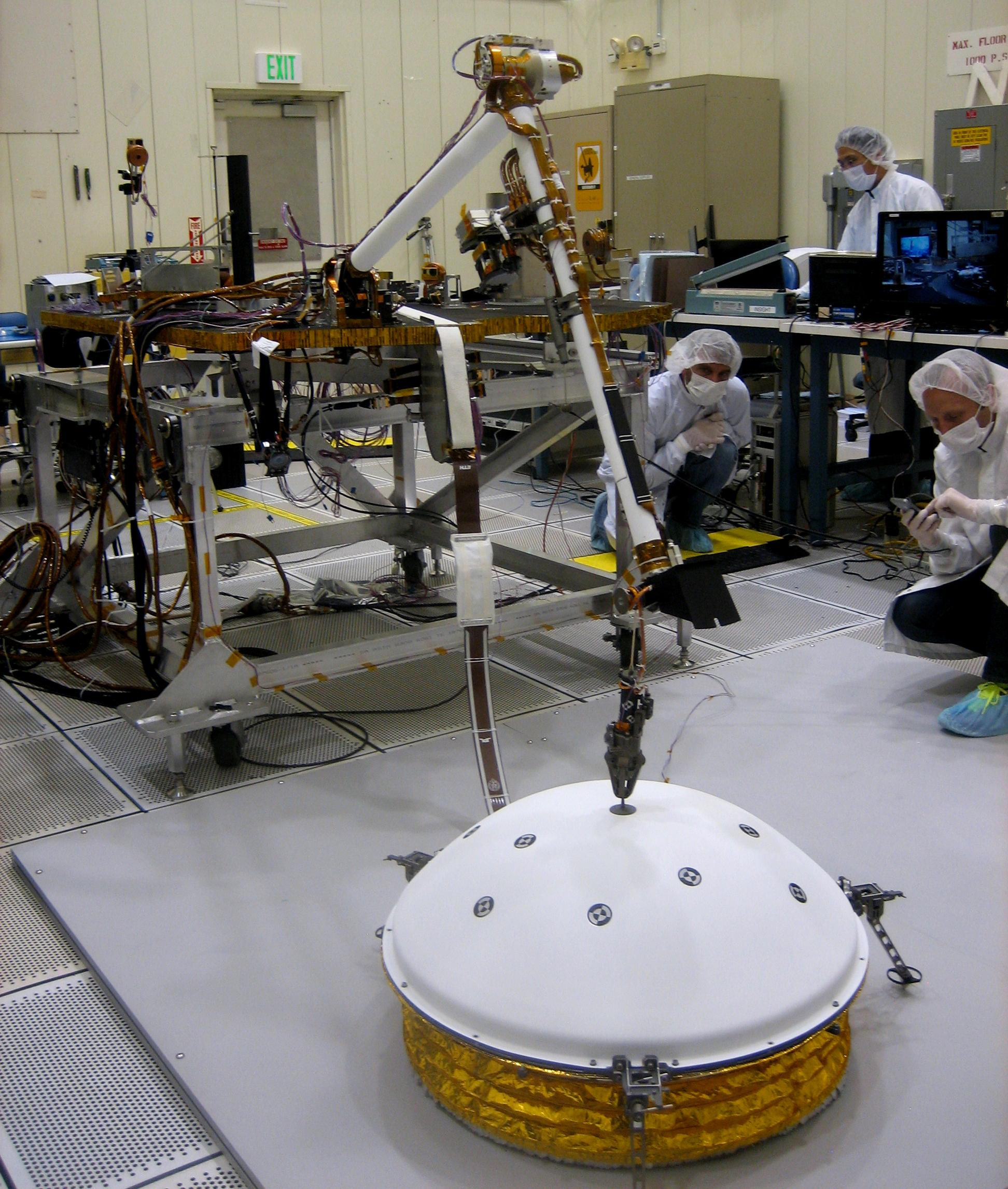
IDA při manipulačních testech

- IDA při manipulačních testechIDA (Instrument Deployment Arm) je 2,4 metru dlouhá robotická ruka, určená k umístění přístrojů SEIS a HP3 na povrch Marsu. Tato robotická paže byla původně určena pro misi Mars 2001 Surveyor, která však nebyla realizována.[2]
- IDC (Instrument Deployment Camera) je barevná kamera, která je založena na designu navigačních kamer vozítek Opportunity a Curiosity. Je umístěna na robotické ruce a bude snímat přístroje sondy a její okolí 45stupňovým zorným polem. Kamera používá 1024x1024 pixelový CCD snímač.[2]
- ICC (Instrument Context Camera) je barevná kamera umístěná na spodní části sondy, která bude přinášet svým panoramatickým zorným úhlem 120° bezprostřední pohled na okolí sondy a rozmístění přístrojů v tomto zorném poli. Stejně jako kamera IDC používá 1024x1024 pixelový CCD snímač.[2]

## Čipy

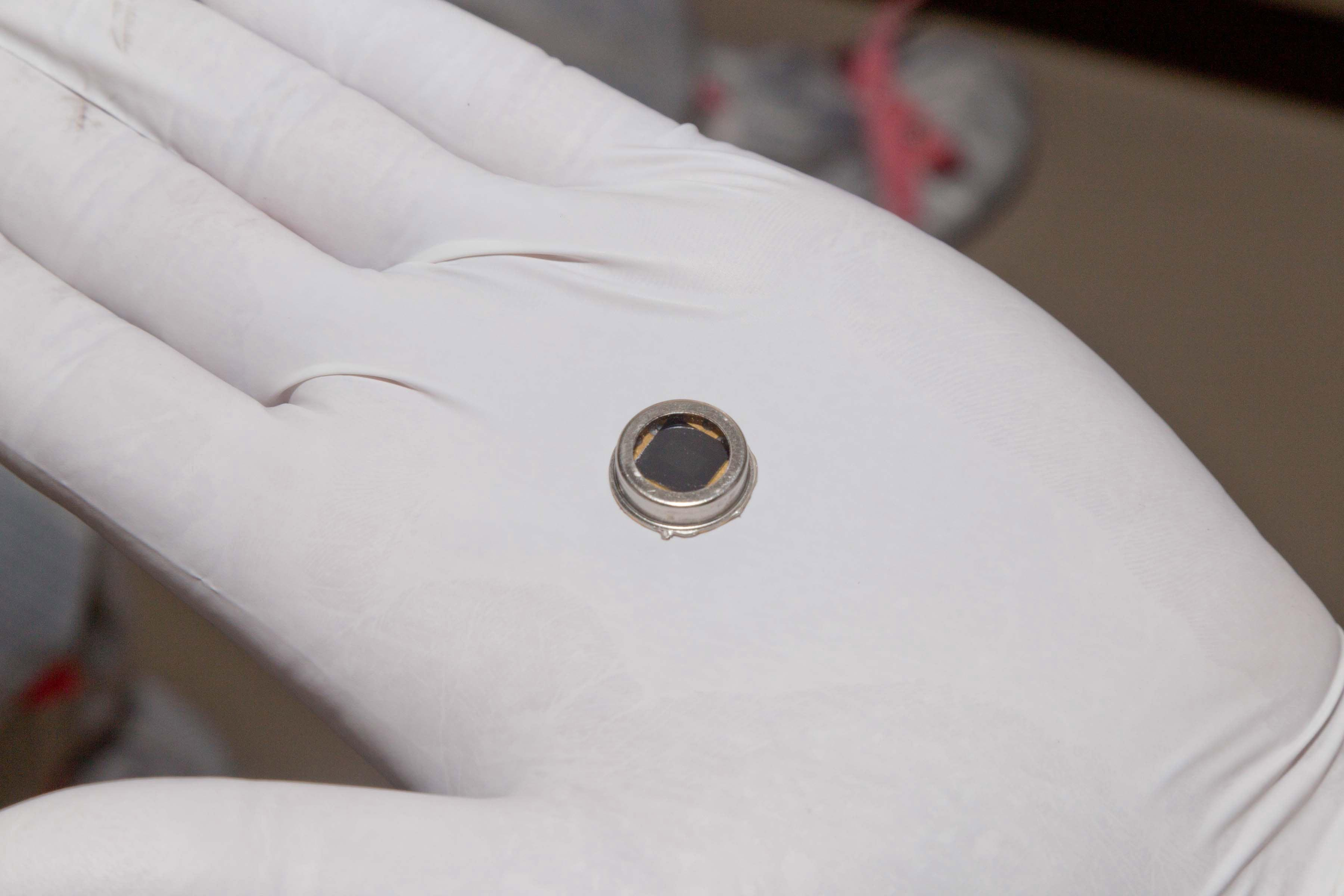
Jeden z čipů obsahující jména

Pro tuto misi zorganizovala NASA sběr jmen lidí z celého světa, která byla posléze pomocí elektronové litografie vyleptána do dvou čipů instalovaných na sondu. Použité písmo je ve velikosti pouhé tisíciny tloušťky lidského vlasu. V roce 2015 bylo zaregistrováno 826 923 jmen, která nese první čip. Po odložení mise bylo zorganizováno druhé kolo registrace, ve kterém se vybralo 1,6 milionu jmen a nese je druhý čip. Dohromady tedy nese sonda InSight 2,4 milionu jmen. První z čipů byl nainstalován do sondy v listopadu 2015, druhý byl přidán 23. ledna 2018. Oba čipy jsou 8 mm velké a pochopitelně obsahují i jména z České republiky.

## CubeSaty

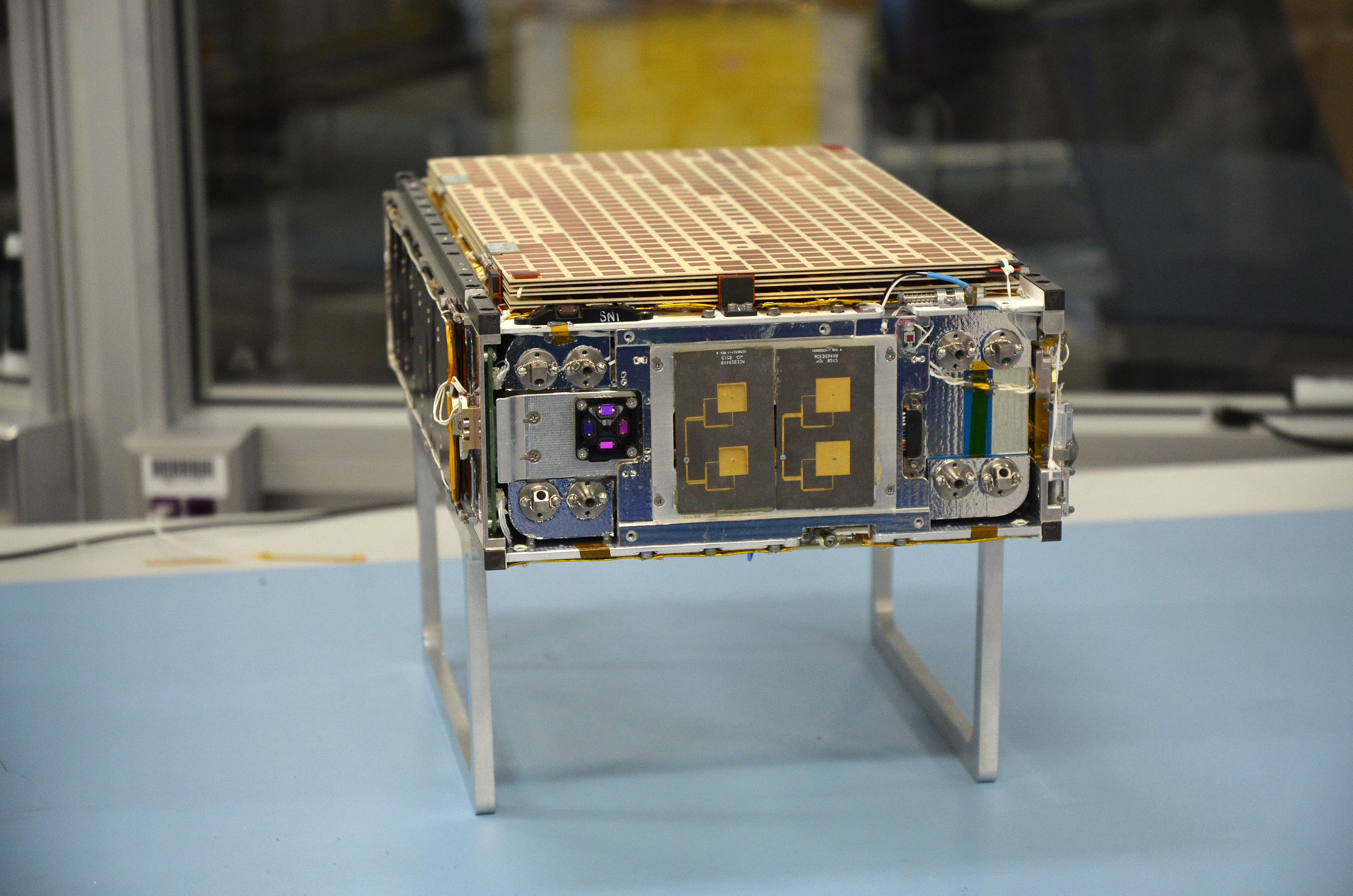
Mars Cube One

Společně se sondou InSight vynesl Atlas V 5. května 2018 také dvojici experimentálních minidružic MarCO (Mars Cube One). Oba CubeSaty jsou identické, ve velikosti krabice od bot (10x20x30 cm), váží 13,5 kg a kromě oficiálních označení MarCO-A a MarCO-B nesou přezdívky WALL-E a EVE. Jejich mise byla technologickým demonstrátorem, sonda InSight na nich nebyla závislá. Měly ověřit, zda CubeSaty přežijí několik měsíců v meziplanetárním prostoru, během cesty k Marsu provedly množství navigačních experimentů a při sestupu sondy atmosférou a jejího přistání přenášely data na Zemi v reálném čase. Byl přes ně přenesen signál o bezpečném dosednutí sondy InSight na povch i její první snímek z povrchu Marsu. Po oddělení od sondy InSight chvíli po startu putovaly CubeSaty k Marsu po svých vlastních drahách v závěsu za ní. Kolem Marsu jen prolétly, neprováděly žádné manévry, nevstupovaly na oběžnou dráhu planety a zůstanou tak, jako první CubeSaty v historii, na dráze kolem Slunce. Asi deset minut po přistání sondy InSight pořídil jeden z nich fotografii Marsu ze vzdálenosti 7600 km.

## Předešlá úspěšná přistání

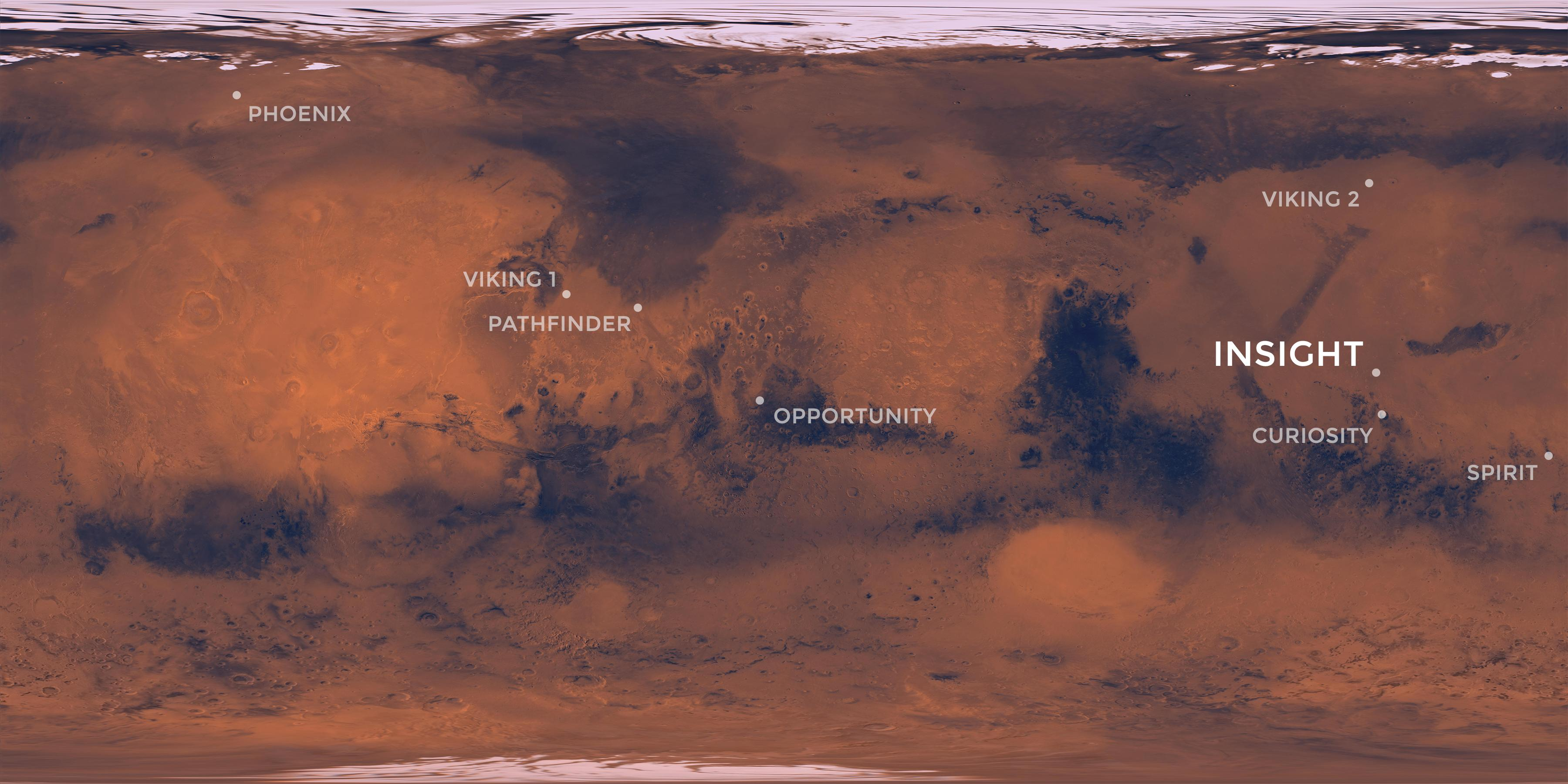
Místa přistání úspěšných sond

Vhledem k faktu, že je Mars předmětem zájmu robotických sond již od roku 1962, je InSight teprve osmou sondou, které se podařilo na povrchu Marsu úspěšně přistát a poté správně fungovat. První zcela úspěšné přistání na Marsu provedla 20. července 1976 americká sonda Viking 1, následovaná 3. září stejného roku svým dvojčetem Vikingem 2. Až po více než dvaceti letech, 4. července 1997, přistála na Marsu další sonda, Mars Pathfinder, která na povrch Rudé planety dopravila první autonomní vozítko, legendární Sojourner. V lednu 2004 přistála na Marsu další sada dvojčat, velmi úspěšná vozítka Spirit a Opportunity. 25. května 2008 přistál v polárních oblastech technologický předchůdce sondy InSight, sonda Phoenix. 6. srpna 2012 přistála na Marsu zatím nejdůmyslnější sonda, pojízdná laboratoř Curiosity, která momentálně operuje 600 km jižně od místa, kde 26. listopadu přistál InSight. Dále 18. února 2021 přistálo vozítko Perseverance, které je mladší sestrou Curiosity. Perseverance přistál v kráteru Jezero, také s sebou má technologický demonstrátor vrtulník Ingenuity.